# Il sogno della felicità
Il sogno della felicità (Le Rêve du bonheur) è un dipinto a olio su tela realizzato intorno al 1819 da Constance Mayer in collaborazione con Pierre-Paul Prud'hon. L'opera è conservata a Parigi, al museo del Louvre.

## Storia e descrizione
Questa fu l'ultima opera che Mayer realizzò assieme a Prud'hon, il quale realizzò vari bozzetti. L'opera venne esposta per la prima volta al Salone del 1819 (n. 809 del catalogo). Gli schizzi di Constance Mayer si sono conservati poco (si conosce un disegno dal soggetto simile), al contrario dei tanti studi preparatori di Pierre-Paul Prud'hon, uno dei quali è conservato al museo di belle arti di Lilla.

## Descrizione
Questo dipinto di 132 × 184 cm ritrae una coppia e il loro bambino mentre vengono trasportati dalle personificazioni dell'amore e dalla fortuna su una barca: la donna mette tutta la sua forza per spingere la barca, mentre l'amorino armeggia meno rigidamente il remo. La Fortuna e il bambino dormono, mentre l'uomo veglia su di loro. In uno schizzo di Prud'hon erano presenti due o tre amorini che remavano, laddove nel dipinto di Mayer se ne trova soltanto uno.
L'opera è un'allegoria della coppia che naviga attraverso il fiume della vita. Come altre composizioni della pittrice neoclassica, si tratta di una scena commovente e poetica allo stesso tempo. Si ritiene che l'opera esprima il desiderio di Constance di sposare Prud'hon, che tuttavia si rifiutò nonostante fosse vedovo e nonostante Mayer lo avesse aiutato a crescere i suoi figli. Questo sogno era pertanto impossibile per Constance, perciò l'opera ha una certa grazia ma anche un aspetto malinconico. Mayer, caduta in depressione, si sarebbe tolta la vita due anni dopo.

## Galleria d'immagini

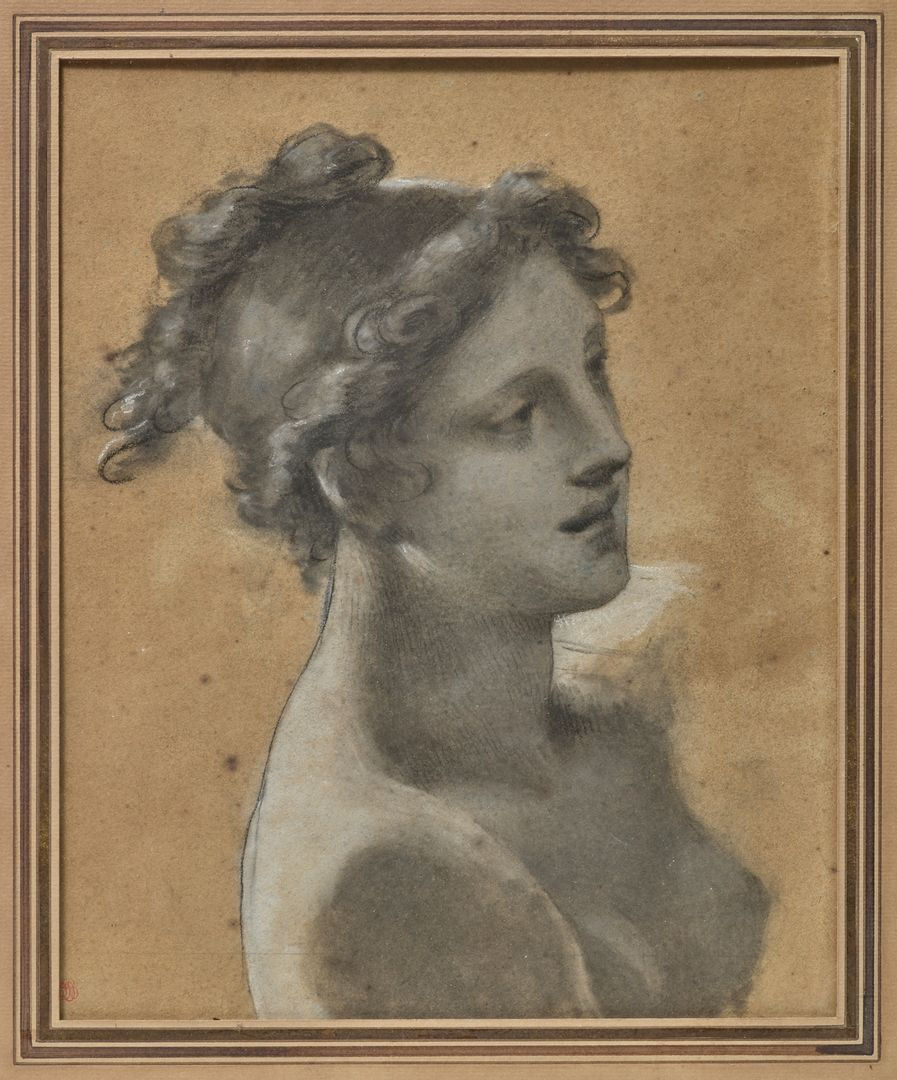
Uno studio per la giovane rematrice, realizzato da Prud'hon nel 1818.
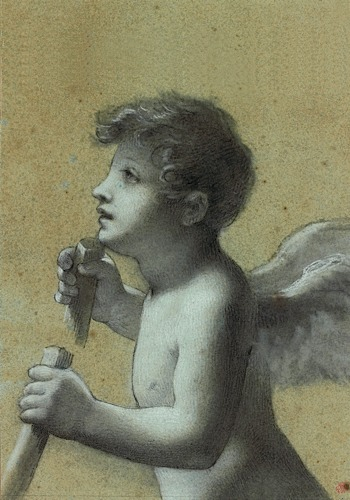
Uno studio per l'amorino, realizzato da Prud'hon nel 1818.
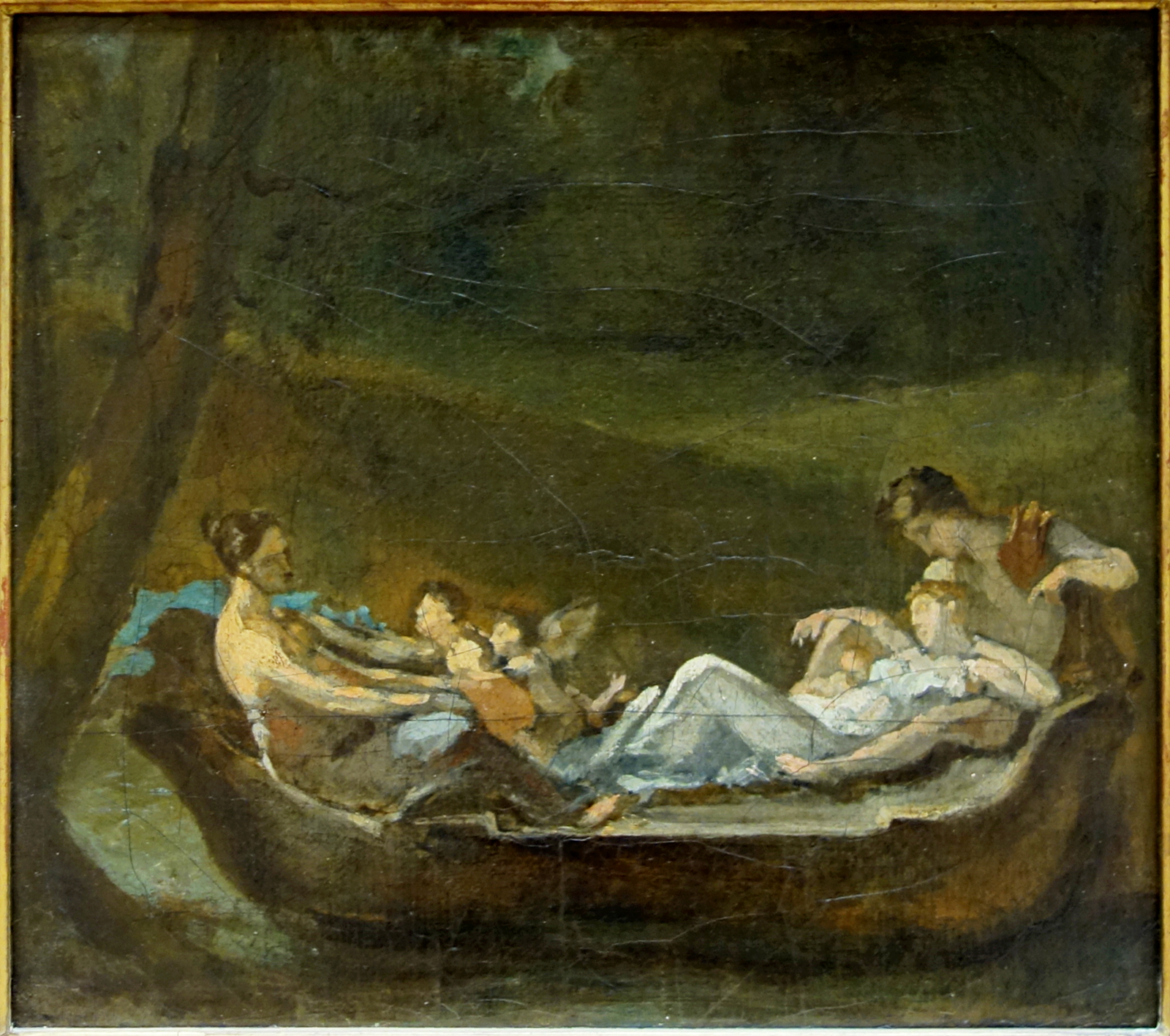
Uno studio a olio  realizzato da Prud'hon nel 1819 circa.